# 因康特湾
因康特湾（英語：Encounter Bay，也译作遭遇湾、相遇湾等）是位于南澳大利亚州中南部的一处海湾。距离州府阿德莱德以南约100余公里处。维克多港位于该海湾。当地的拉明杰里人称此海湾为拉蒙（Ramong）。墨累河向西注入此海湾。

## 历史
当地的原住民为噶林杰里人的分支拉明杰里人。，他们称呼该海湾为“拉蒙”（Ramong）。有些文献中将他们称呼为“因康特湾人”（Encounter Bay people）。
1802年4月8日，英国航海家马修·弗林德斯与法国航海家尼古拉·博丹在此相遇（参见尼古拉·博丹与马修·弗林德斯的相遇），虽然当时英法两国正在交战，但两位船长在相遇后友好地互相交换了一下测绘笔记，因此而被马修·弗林德斯命名为“相遇湾”（当时双方都不知道当年3月28日签订的亚眠和约）。
在英国殖民南澳大利亚之后，1837年7月起在因康特湾海岸建立了数个捕鲸站，1855年最后一个捕鲸站关闭，是南澳大利亚州存在时间最长也是最成功的捕鲸站。捕鲸站遗迹曾在1871年至1872年间重建为捕鱼场。